# Arborist

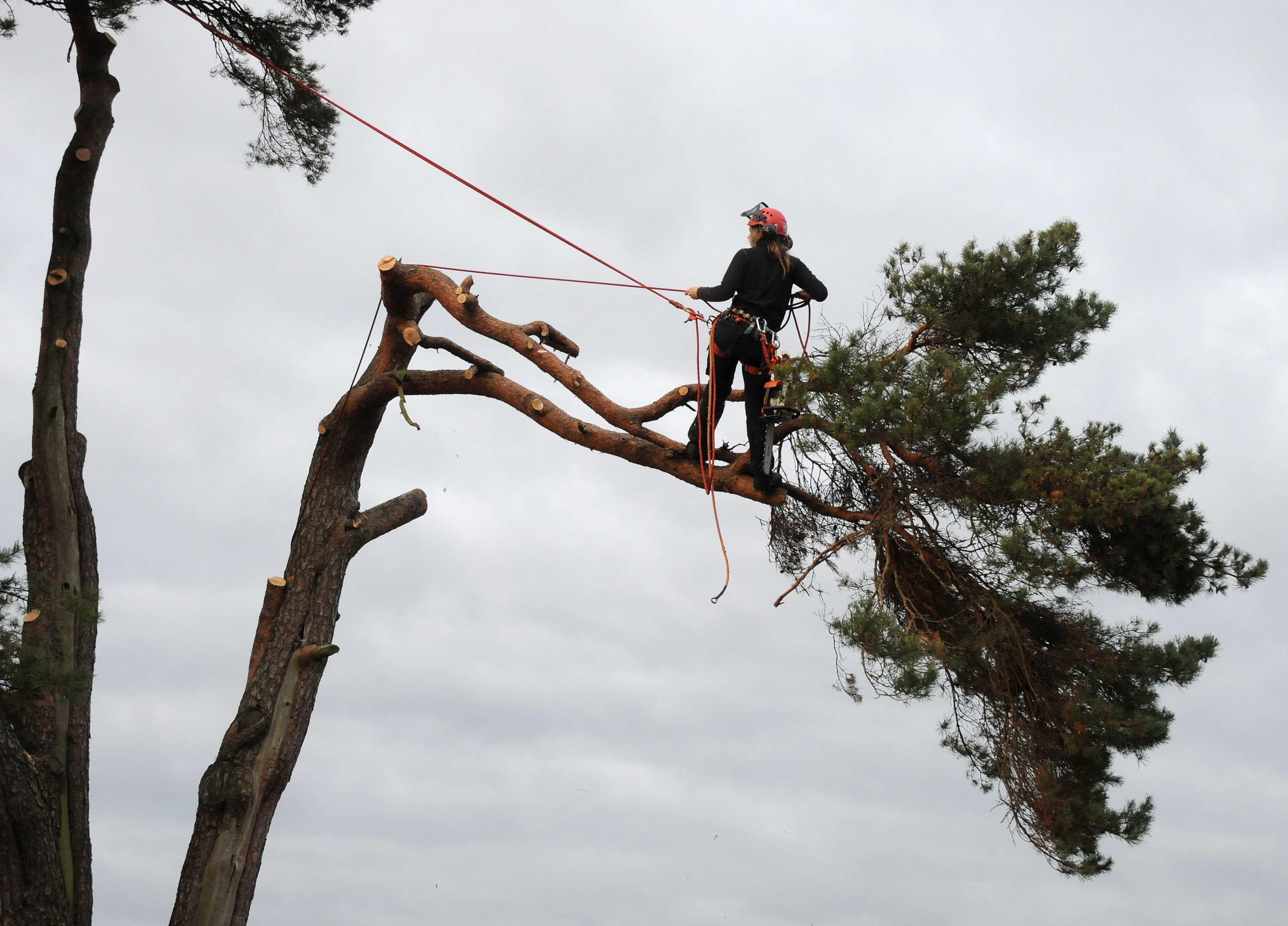
Arborist tar ner ett träd på en villatomt.

Arborist är en person som har trädvård som yrke. Ordet kommer från latinets arbor som betyder träd.

## Yrket
En arborist är en trädvårdsspecialist som vårdar träd i städer, tätort, trädgårdar och andra bebyggda miljöer. Arborister arbetar för att träden skall vara säkra, vackra, problemfria och leva länge. 
En arborists huvudsakliga uppgift är att beskära träd och utföra avancerad trädfällning, men arboristen kan också arbeta med för platsen lämpliga trädval, plantering och rådgivning. En av de vanligaste uppgifterna är så kallad underhållsbeskärning, vilket innebär att döda, svaga eller skadade grenar åtgärdas. Andra vanliga syften med arbetet är att säkerställa trädens funktion och undvika konflikter med deras omgivning. En arborist kan även arbeta med förvaltningen av träd, där inventering och besiktning är viktiga uppgifter. Besiktning kan ske på många olika sätt, okulärt, med borr eller med tomografi.
Titeln arborist är inte skyddad varför kompetens och utbildning varierar mycket i Sverige.  Den vanligaste certifieringen i Sverige utfärdas av Svenska trädföreningen eller Sveriges arboristförbund (SAF) som är anslutna till  European Arboricultural Council. Certifieringen heter European Tree Worker, och visar på både kunskaper i trädbiologi (dendrologi, trädfysiologi och trädpatologi) och praktiska färdigheter (klättring, beskärning och fällning). En rad andra certifieringar finns, där de mest kända kommer från International Society of Arboriculture (ISA). Hvilan Utbildning i Kabbarp och Stockholm bedriver yrkeshögskoleutbildningen YH-arborist sedan 2010, där ledningsgrupperna har representanter för Svenska trädföreningen. 